# Felipe de Castro

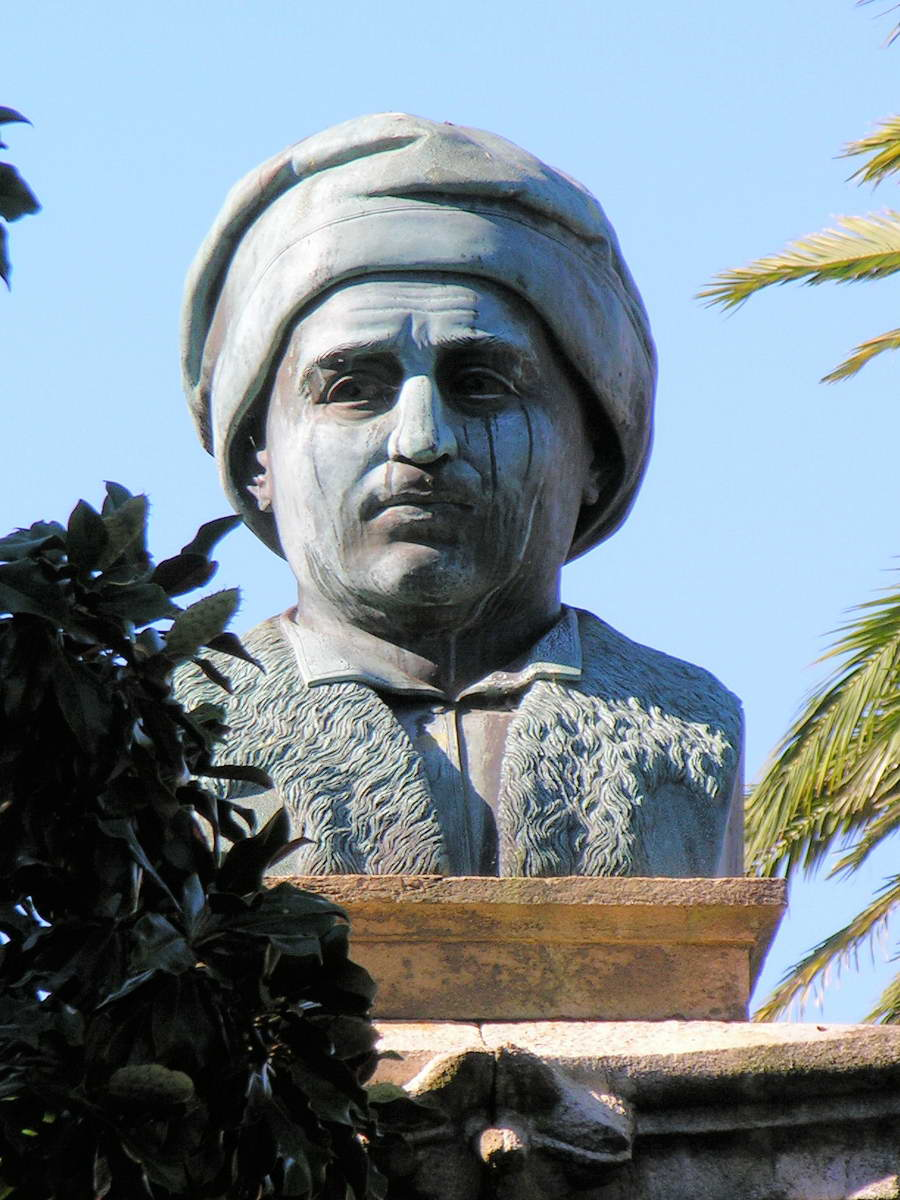
Busto di Felipe de Castro, opera di Juan Sanmartín y Senra.

Felipe de Castro (Noia, 1711 – Madrid, 25 agosto 1775) è stato uno scultore spagnolo.

## Biografia
Dopo aver compiuto un corso di studi nella sua città ed a Santiago di Compostela, Castro si trasferì dapprima a Lisbona (1724) e poi a Siviglia, residenza in quel momento della Corte, entrando a lavorare nel laboratorio di Pedro Duque y Cornejo per studi di perfezionamento.

A Siviglia eseguì, sotto la direzione di Cornejo, statue di San Leandro e San Isidoro, per la pala d'altare della Virgen de las Aguas nella chiesa di San Salvador.
Quando lo stile neoclassico incominciò a penetrare anche in Spagna, Castro si recò a Roma, nel 1734, per osservare i monumenti ed i marmi antichi. Nella città capitolina collaborò con Giuseppe Rusconi e Filippo della Valle e conobbe Anton Raphael Mengs.
A Roma nel 1739 vinse il primo premio per la scultura all'Accademia di San Luca. Tra le sue opere romane, Castro si mise in evidenza per la rappresentazione degli angeli, realizzata per la basilica di Sant'Apollinare. 
Al suo rientro in patria ottenne l'incarico direttivo dell'Accademia fondata da Ferdinando VI, ove ebbe tra i suoi allievi Manuel Francisco Álvarez de la Peña e Jerónimo Antonio Gil. Per aiutarsi in questo compito, ha tradotto dalla Toscana e pubblicato nel 1753 la lezione di Benedetto Varchi. Castro fu un uomo dotto e un lettore colto.
Da questo momento Castro intraprese una serie di opere storiche, commemorative e celebrative, tra le quali si annoverò il busto Ferdinando VI che presenta lo statuto dell'Accademia, che rappresentava il re attorniato da figure mitologiche allegoriche, come la regina Barbara sotto le sembianze di Minerva.
Oltre a quest'opera, i busti di Ferdinando VI e della regina Barbara confermarono il talento dello scultore, che non aderì completamente alla lezione neoclassica, conservando elementi rococò sia per i panneggi sia per la concezione del modellato.
Sia il rilievo della Battaglia di Salado sia le monumentali statue di Teodosio e di Traiano, realizzate a Madrid furono tra le ultime opere significative dello scultore.

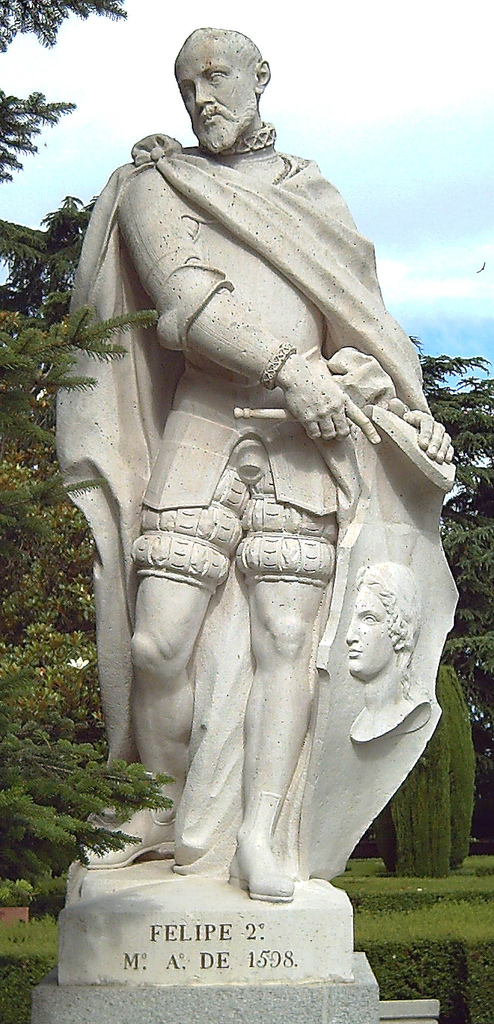
Filippo II di Spagna, Giardini di Sabatini, Madrid
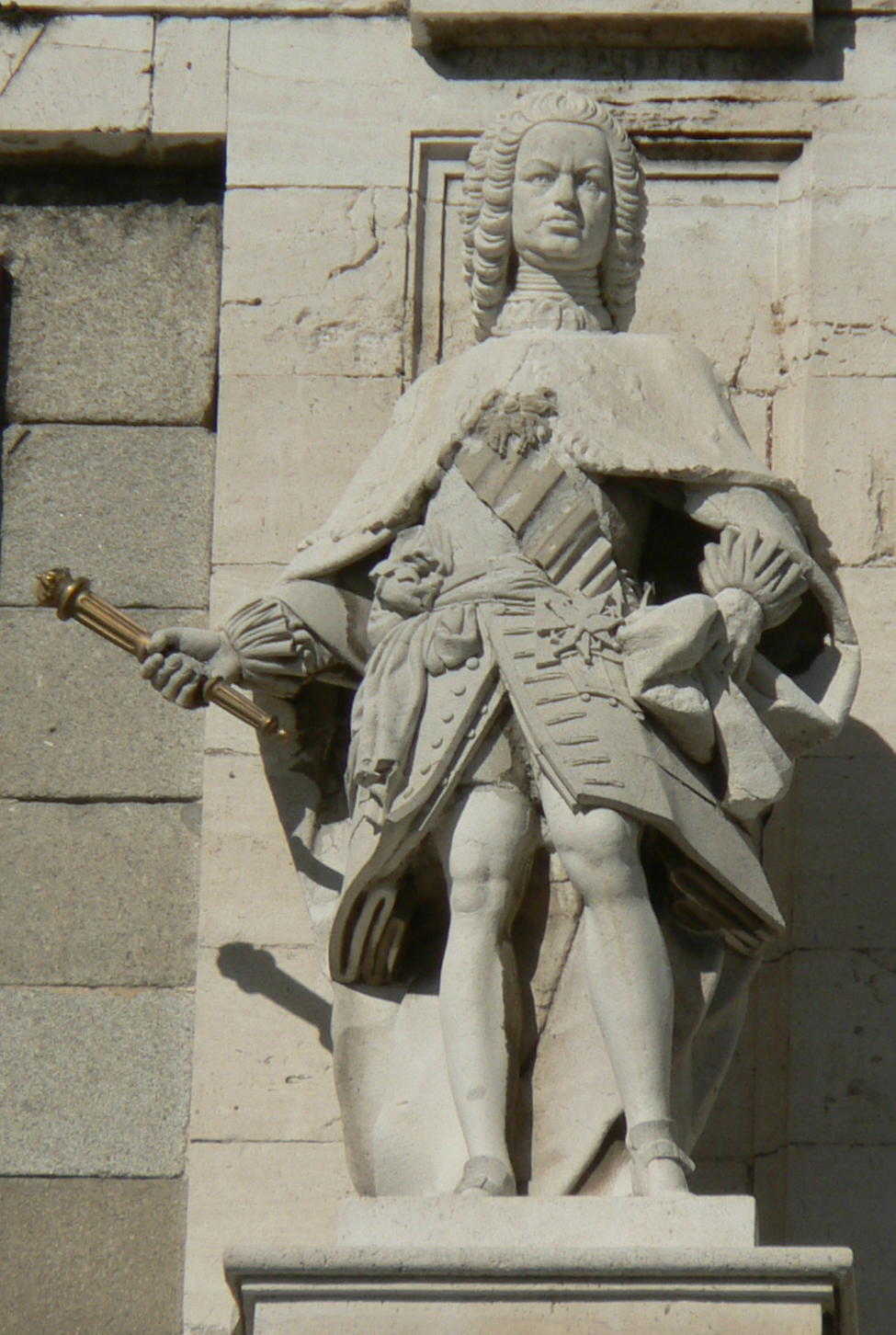
Fernando VI di Spagna, Palazzo reale di Madrid
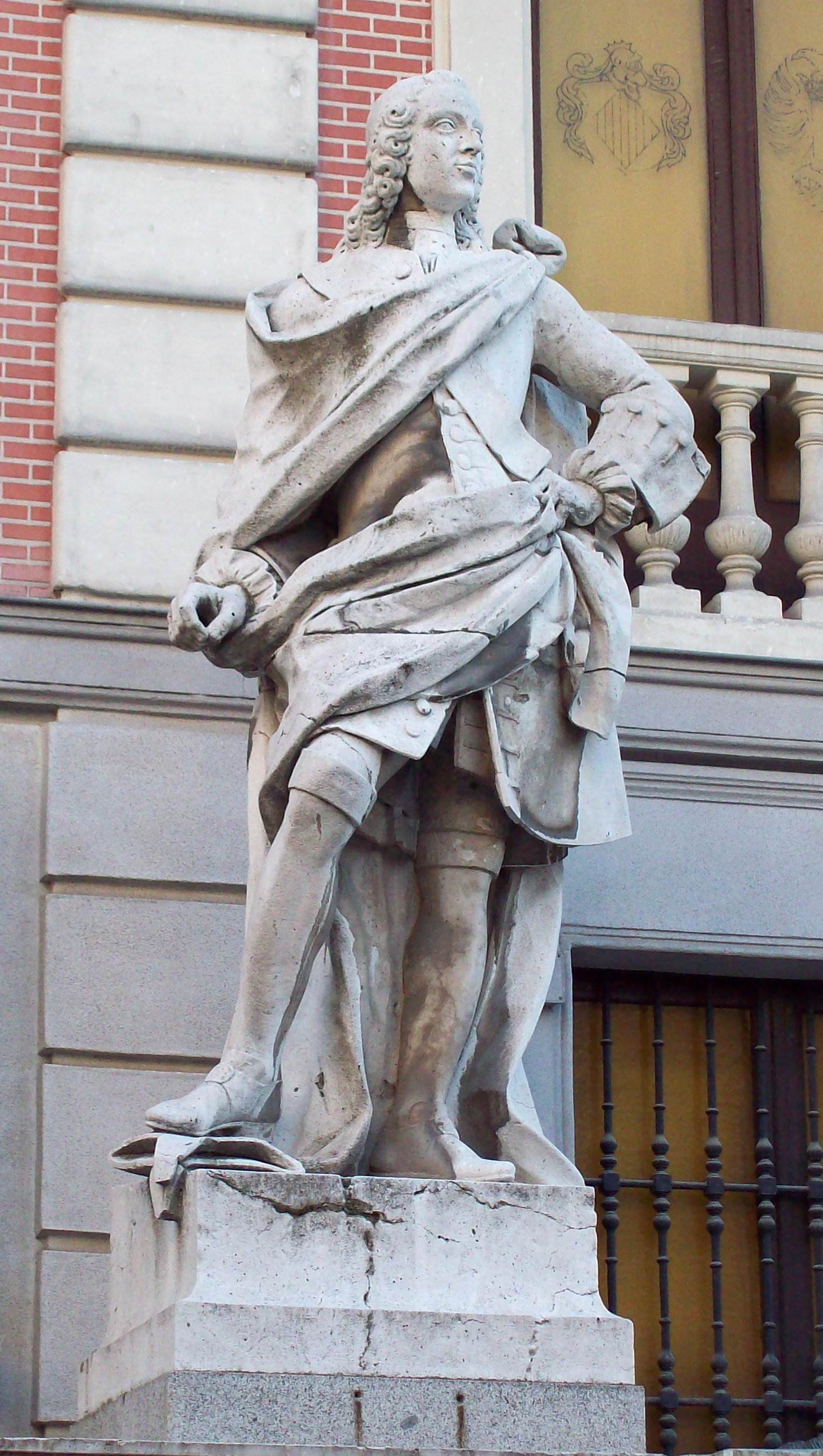
Luigi I di Spagna, Salón de Reinos, Madrid
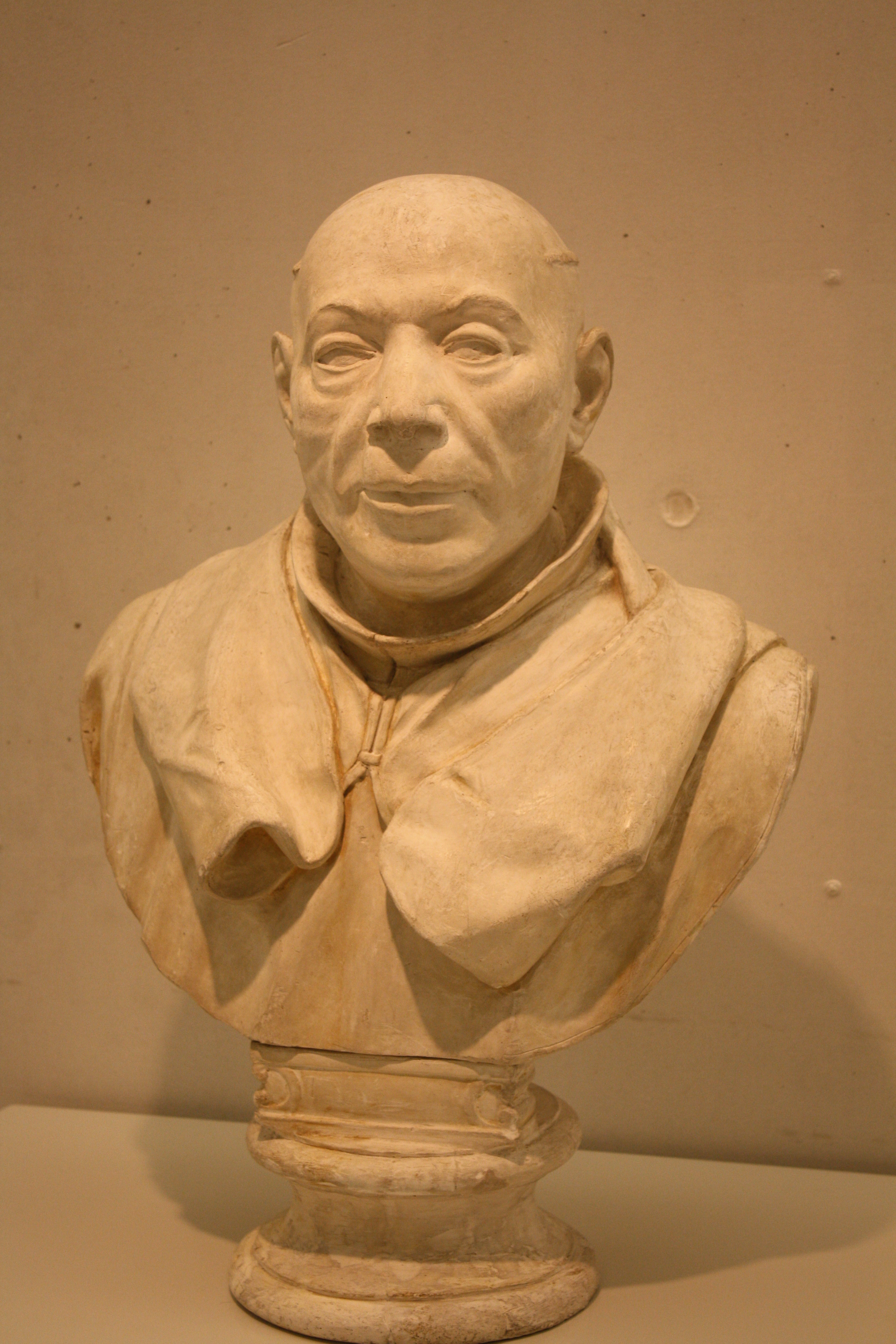
Busto di  Frei Martín Sarmiento,  Museo de Pontevedra